# Diktomszke, versuske i molitvene kni'zicze
Diktomszke, versuske i molitvene kni'zicze (Knjižica izrekov, pesmi in molitev) je knjiga v prekmurščini iz leta 1820 avtorja Mihaela Barla.
Celoten naslov dela je Diktomszke, versuske i molitvene kni'zicze za to málo sôlszko deczo szprávlene po Kis Jánosi, visziko postüvanom superintendensi ti prêk dunajski evangelicsanszki czerkev. Knjiga vsebuje molitve in svetopisemske zgodbe v verznih oblikah. Pravzaprav je prevod knjige madžarskega evangeličanskega duhovnika, prevajalca in pesnika Jánosa Kisa Diktomos verses és imádságos könyvecske, ki so jo izdali 1816 za rabo v evangeličanskih verskih šolah v Prekodonavju (Dunántúl).
Barla v tej knjigi uporabi prvič črke ô in ê za označevanje dvoglasnikov ou in ej. Barla je izdal še eno veliko pesmarico Krscsanszke nôve peszmene knige (1823), ki je tudi prispevala udomačitvi nove pisave. Poleg tega je že leta 1820 puconski učitelj Štefan Lülik izdal učbenik Nôvi abeczedár, v katero je prevzel Barlovo pisavo. Tako se je nova pisava hitro razširila, toda uporabili so je le prekmurski evangeličanski avtorji.
:Prilicsni knig. 24. V. 17. Gda tvoj nepriátel szpádne, ne radüj sze; i gda sze potekne, naj sze ne zvíszi te tvoja pamet.

Prilicsni kníg. 17. v. 5. Kí ospota sziromáka, sztvoritela nyegovoga ospota; í kí sze veszeli nad lüdszkim kvárom, ne vujde kastigam

Csi rad ogrizávas,

Cslovek, tvojga blí'znyega,

I csi sze radüjes

Hüdo gucsécs nanyega;

Csi, zakrívas vrêdnoszt,

Bin pa razlacsüjes,

Krisztusa vucsenik

Kak sze imenüjes?